# Chiropractic
Chiropractic (trị liệu thần kinh-cột sống) là một phương pháp y học thay thế, trị liệu thần kinh cột sống ra đời vào năm 1895 tại Mỹ do Daniel David Palmer khởi xướng. Phương pháp này hiện đã phổ biến tại hơn 70 quốc gia trên toàn thế giới. Không có đủ dữ liệu cho thấy mức độ an toàn của phương pháp này.
Tại Hoa Kỳ, các chuyên gia trị liệu thần kinh - cột sống (chiropractor) có học vị Tiến sĩ Trị liệu thần kinh - cột sống (Doctor of Chiropratic, D.C.) chứ không phải học vị tiến sĩ y khoa (Doctor of Medicine, M.D.), vậy nên khi gọi "doctor" tức là nói đến học vị tiến sĩ của họ. Tại Việt Nam, họ thường được gọi là "bác sĩ chuyên khoa trị liệu thần kinh-cột sống".